# Jean Dufour (homme politique, 1818-1883)
Pour les articles homonymes, voir Jean Dufour et Dufour.
Jean Dufour, né le 26 mars 1818 à Issoudun (Indre) et mort le 30 septembre 1883 à Richetin (Indre), est un homme politique français.

## Détail des fonctions et des mandats
Mandat parlementaire
- 8 février 1871 - 7 mars 1876 : Député de l'Indre

## Sources
- « Jean Dufour (homme politique, 1818-1883) », dans Adolphe Robert et Gaston Cougny, Dictionnaire des parlementaires français, Edgar Bourloton, 1889-1891 [détail de l’édition]